# RŽD-Baureihe 2ЭС10
Die Lokomotiven der Baureihe 2ЭС10 (2ES10) der Russischen Eisenbahnen (RŽD) sind breitspurige (1520 mm) Elektrolokomotiven, die für das 3-kV-Gleichstromnetz ausgelegt sind. Es handelt sich um eine achtachsige Doppellokomotive für den schweren Güterverkehr, die die Bezeichnung Granit erhalten hat. Sie wurde im Rahmen eines Joint Ventures von Siemens und der russischen Sinara Group entwickelt und 2011 von der Ural Lokomotivenfabrik (OOO Uralskie Lokomotivy) in Jekaterinburg vorgestellt.
2010 bestellten die RŽD 221 Lokomotiven dieser Baureihe, die zwischen Frühjahr 2011 und 2016 ausgeliefert werden sollen. Mit ihnen sollen bis zu 7.000 Tonnen schwere Güterzüge von Tjumen, Jekaterinburg und Perm nach Balesino gezogen werden. 2011 wurden 11 Lokomotiven als Vorserie gefertigt und die Serienproduktion begann im Oktober 2012.

## Einsatz
Die erste Vorserienlok wurde am 18. November 2010 für Testzwecke ausgeliefert. Die ersten Testeinsätze wurden 2011 mit einem 7.000 Tonnen und einem 9.000 Tonnen schweren Güterzug auf der 22 Kilometer langen, interkontinentalen Ural-Gebirgsstrecke westlich von Jekaterinburg mit bis zu 11 Promille Steigung erfolgreich durchgeführt. Dabei wurde für den 9.000 Tonnen schweren Zug eine dreiteilige Variante mit einer weiteren Lokhälfte eingesetzt. Da in diesem Fall die Güterzüge nicht mehr geteilt werden müssen, ergibt sich neben der Erhöhung der Produktivität auch eine Erhöhung der Streckenkapazität der stark ausgelasteten Strecken. Im Februar 2014 werden die Lokomotiven vom Bw Tscheljabinsk auf der Strecke nach Slatoust – Kropatschowo eingesetzt.